# Upper Gascoyne Shire
Upper Gascoyne är en kommun (Shire) i nordvästra Western Australia, i regionen Gascoyne. Kommunen har en area på 57 883 kvadratkilometer och en befolkning på 251 (0,004 invånare per kvadratkilometer) enligt 2011 års folkräkning. Av dessa identifierar sig 56% som aboriginer.
Stora delar av kommunen är obefolkad, eller täcks av betesmark. Största ort samt huvudort är Gascoyne Junction med enbart 125 invånare. I övrigt finns ett antal glest spridda fårstationer.